# James Milne (directivo ferroviario)
Sir James Milne (4 de mayo de 1883 - 1 de abril de 1958) fue un ingeniero ferroviario británico de origen irlandés, que a lo largo de su carrera profesional llegó a dirigir el Great Western Railway (GWR) de 1929 a 1947, y ejerció como vicepresidente del Comité Ejecutivo del Ferrocarril (REC) de 1938 a 1947.

## Semblanza
Milne nació en Dublín, Irlanda, en 1883. Asistió al Colegio Campbell de Belfast, y posteriormente se trasladó a Gran Bretaña para estudiar ingeniería en la Universidad Victoria de Mánchester, graduándose en 1904.
En 1904 comenzó a trabajar para el Great Western Railway como estudiante de ingeniería en prácticas, adquiriendo formación para ser ingeniero de locomotoras. Más adelante se trasladó a Paddington, donde adquirió experiencia en la operación y en la gestión del tráfico de ferrocarriles. En 1912 se casó con Nora Rebekah Morse, hija del político y comerciante Levi Lapper Morse.
Se incorporó al Ministerio de Transporte cuando se creó en 1919, desempeñando el cargo de Director de Estadísticas hasta 1921. También formó parte del Comité de Gastos Nacionales de Geddes (1921-1922) y del Comité de Reducción de la India (1922-1923), presidido por Lord Inchcape.
Regresó al Great Western Railway como subgerente general a las órdenes de Sir Felix Pole en 1922, a quien reemplazó como gerente general en 1929. Continuó el trabajo de Pole en la publicidad y la imagen corporativa del GWR, introduciendo el tipo de letra Gill Sans en las publicaciones de la compañía y el monograma GWR en la publicidad y en el material rodante. Fue nombrado caballero en 1932 y nombrado Caballero Comendador de la Real Orden Victoriana (KCVO) en 1936.
Durante su mandato, contribuyó a fundar Railway Air Services, una empresa conjunta entre las principales compañías ferroviarias británicas e Imperial Airways. El GWR también investigó la electrificación de sus líneas, pero consideró que no era adecuada ni económica para su red.
Desde 1938, Milne continuó como Gerente General del GWR, pero también fue vicepresidente del Comité Ejecutivo Ferroviario (REC), un organismo gubernamental responsable de operar los ferrocarriles británicos durante la Segunda Guerra Mundial. También fue miembro del Comité Asesor de Transporte por Carretera (Defensa) (1938). El trabajo del REC continuó después del final de la guerra hasta la nacionalización de los ferrocarriles británicos en 1948. En 1940, Milne había sido elegido director del GWR, pero no pudo asumir el cargo porque el REC era un organismo gubernamental.
El 29 de julio de 1944, coincidiendo con el comienzo de las vacaciones estivales, la Estación de Paddington en Londres tuvo que cerrarse debido a las grandes multitudes que intentaban salir de la ciudad, evitando además las bombas volantes lanzadas por los alemanes en aquellas fechas de la Segunda Guerra Mundial. El GWR tenía locomotoras y vagones disponibles, pero no se les permitió operar trenes adicionales debido a las restricciones de guerra. Milne tuvo que amenazar con involucrar al primer ministro, Winston Churchill, antes de que Ministerio de Transporte de Guerra cediera y permitiera que funcionaran los trenes adicionales.

## Jubilación

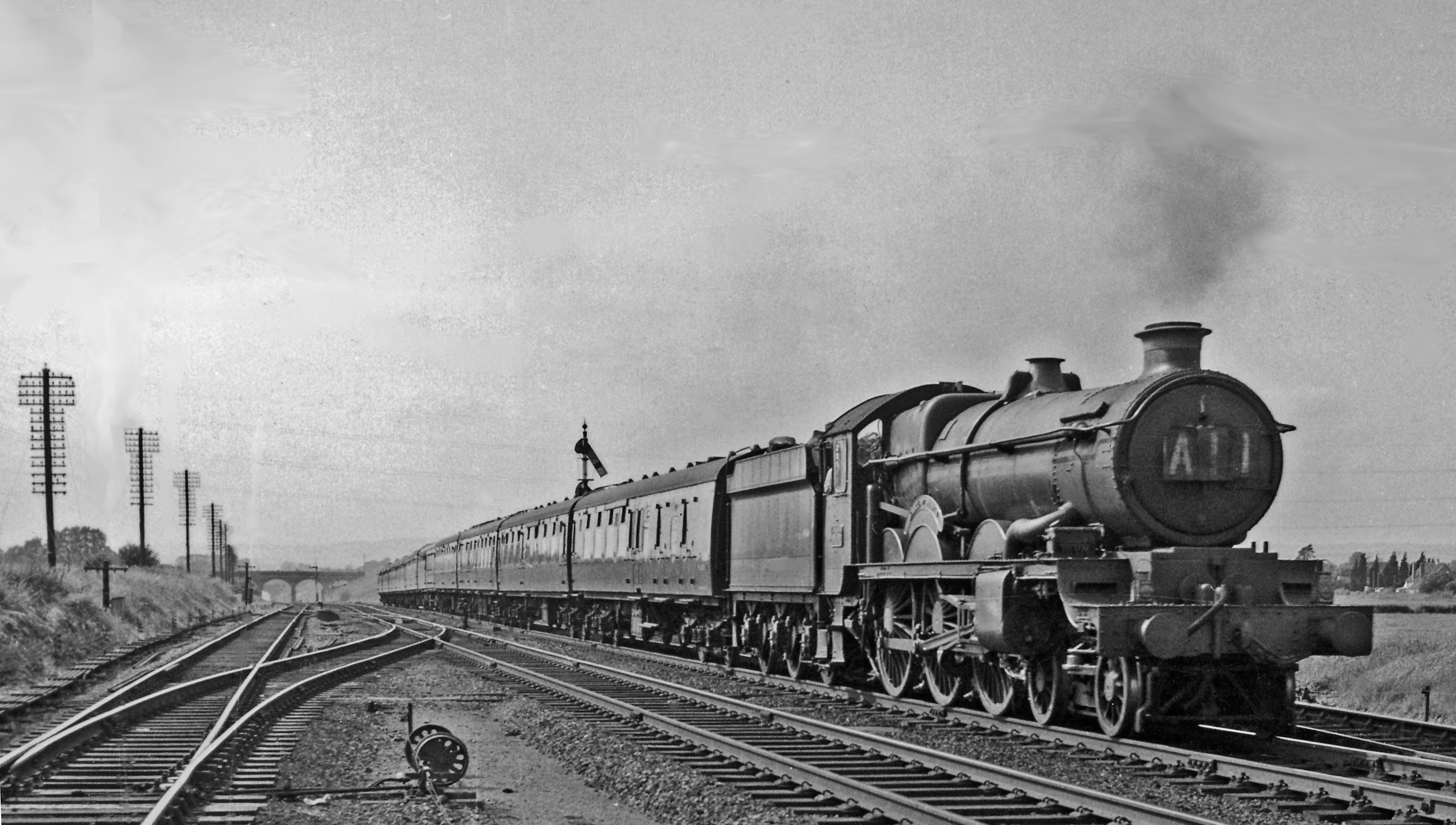
GWR Castle No. 7001 Sir James Milne remontando la rampa a la salida del túnel del Severn

Milne se opuso firmemente a la propiedad estatal de los ferrocarriles, pero aun así se le ofreció la presidencia del Ejecutivo Ferroviario de la Comisión de Transporte Británica (BTC), que se estaba formando para administrar el British Rail que iba a surgir tras la propuesta de nacionalizar los ferrocarriles británicos. Milne rechazó la oferta y se retiró del GWR a finales de 1947.
Falleció en 1958, a los 74 años de edad.

## Reconocimientos
- Real Orden Victoriana
- Orden de la Estrella de la India en 1923.[13]
- En 1948, una locomotora que había pertenecido al GWR, la Clase Castle No. 7001 Denbigh Castle, pasó a llamarse No. 7001 Sir James Milne.